# Вестфірдір
Вестфірдір (ісл. Vestfirðir) — півострів і регіон в Ісландії.

## Географія
Регіон Вестфірдір є одним з 8 регіонів Ісландії й розташований у північно-західній частині країни. Географічно регіон охоплює півострів Вестфірдір. Узбережжя останнього порізане численними фіордами настільки, що на частку Вестфірдіра доводиться близько 30 % від всієї берегової лінії Ісландії. На заході й південному заході півострів омивається водами Атлантичного океану, на північному сході Гренландським морем. Площа регіону становить 9 409 км². На сході від регіону Вестфірдір знаходиться регіон Нордурланд Вестра, на півдні — регіон Вестурланд. Центр регіону — місто Ісафіордюр.

## Адміністративний поділ
В адміністративному відношенні Вестфірдір складається з 4 округів (сисла) і 2 «вільних громад». До вільних громад регіону ставляться:
- Болунгарвікураурстадур. Площа — 109 км². Чисельність населення — 905 чоловік. Центр — Болунгарвік
- Ісафірдарбер. Площа — 2 379 км². Чисельність населення — 4 109 чоловік. Центр — Ісафіордюр.

До сисел регіону Вестфірдір відносяться:
- Ейстур-Бардарстрандар. Площа — 1 090 км². Чисельність населення — 251 чоловік. Центр — Патрексфіордюр
- Вестур-Бардарстрандар. Площа — 1 515 км². Чисельність населення — 1 229 чоловік. Центр — Патрексфіордюр
- Нордур-Ісафіордар. Площа — 749 км². Чисельність населення — 229 чоловік. Центр — Ісафіордюр
- Странда. Площа — 3 513 км². Чисельність населення — 758 чоловік. Центр — Хольмавік.

Сисла Вестур-Ісафіордар увійшла до складу вільної громади Ісафіордарбер.

## Населення
| Рік  | Населення | Відсоток від загального населення Ісландії |
| ---- | --------- | ------------------------------------------ |
| 1920 | 13 443    | 14,24 %                                    |
| 1930 | 13 133    | 12,09 %                                    |
| 1940 | 13 130    | 10,80 %                                    |
| 1950 | 11 300    | 7,83 %                                     |
| 1960 | 10 507    | 5,86 %                                     |
| 1970 | 10 050    | 4,91 %                                     |
| 1980 | 10 479    | 4,53 %                                     |
| 1990 | 9 798     | 3,80 %                                     |
| 2000 | 8 150     | 2,86 %                                     |
| 2010 | 7 362     | 2,32 %                                     |

|  |  |  |